# کراوسکو
کراوسکو (به چکی: Kravsko) یک منطقهٔ مسکونی در جمهوری چک است که در ناحیه زنویمو واقع شده‌است. کراوسکو ۸٫۲۷ کیلومتر مربع مساحت و ۵۴۷ نفر جمعیت دارد و ۳۲۷ متر بالاتر از سطح دریا واقع شده‌است.